# The Wilderness Trail
Pour plus de détails, voir Fiche technique et Distribution.
The Wilderness Trail est un film muet américain réalisé par Edward LeSaint et sorti en 1919.

## Fiche technique
- Titre : The Wilderness Trail
- Réalisation : Edward LeSaint
- Scénario : Charles Kenyon, Francis William Sullivan
- Société de production : Fox Film Corporation
- Pays de production :  États-Unis
- Langue : film muet avec les intertitres en anglais
- Format : Noir et blanc — 35 mm — 1,33:1 — Muet
- Genre : Western
- Durée : 50 minutes
- Date de sortie : 
  - États-Unis : 6 juillet 1919

## Distribution
- Tom Mix : Donald Mac Tavish
- Colleen Moore : Jeanne Fitzpatrick
- Frank Clark : Angus Fitzpatrick
- Lule Warrenton : la vieille Marie
- Pat Christman : un indien
- Jack Nelson : le métis
- Buck Jones : un indien